# Michael Sexauer
Johann Michael Sexauer (* 10. Dezember 1936 in Stuttgart; † 6. Februar 2006 ebenda) war ein deutscher Jurist und Politiker (SPD).

## Leben
Sexauer absolvierte ein Studium der Rechtswissenschaft und bestand beide Juristischen Staatsprüfungen. Im Anschluss daran wurde er als Rechtsanwalt zugelassen und praktizierte als solcher in einer Stuttgarter Anwaltspraxis. Er trat im Jahr 1961 in die SPD ein und wurde 1976 als Abgeordneter in den Landtag von Baden-Württemberg gewählt, dem er bis zum Jahr 1984 angehörte. Im Parlament vertrat er ein Zweitmandat des Wahlkreises Stuttgart I. Des Weiteren war er Vorsitzender des Mietervereins Stuttgart.
Nach der Unterzeichnung des NATO-Doppelbeschlusses betätigte sich Sexauer aktiv in der Friedensbewegung. Er nahm an diversen Demonstrationen teil und beteiligte sich im Jahr 1983 unter anderem an der Menschenkette von Stuttgart nach Neu-Ulm. Im Anschluss an die Katastrophe von Tschernobyl setzte er sich als Atomkraftgegner für das Volksbegehren für den Frieden Baden-Württemberg ein und forderte einen Volksentscheid.
Michael Sexauer war verheiratet und hatte zwei Töchter und einen Sohn.

## Ehrungen
- 1980: Verdienstkreuz am Bande der Bundesrepublik Deutschland